# Titanis walleri
Titanis walleri (Brodkorb, 1963) è l'unica specie del genere monospecifico estinto di grandi uccelli predatori non volatori Titanis. È stato denominato in onore del collezionista di olotipi Benjamin I. Waller, e visse approssimativamente tra 5 e 2 milioni di anni fa, durante il Pliocene, nel Nord America. Da alcune evidenze, è stato proposto che questa specie si sia estinta poco più di 15.000 anni fa, ma datazioni più precise di McFadden & co. negano una data così tarda: tutti i fossili di Titanis conosciuti risalgono al massimo a 2 milioni di anni fa. I Titanis facevano parte del gruppo di grandi uccelli non volatori della famiglia Phorusrhacidae, denominati "uccelli del terrore", e rappresentano la specie più giovane della linea filogenetica del gruppo.

## Aspetti morfologici
Titanis walleri era alto 2,5 metri e pesava approssimativamente 130-150 kg, ma con ampie variazioni, probabilmente indicanti un grande dimorfismo sessuale. Sebbene il suo cranio non sia stato ritrovato, era certamente grande, con un enorme becco simile ad un'ascia, come nei suoi parenti sudamericani. Le ali erano piccole e non potevano essere utilizzate per il volo e le relative ossa erano articolate in un'unica struttura, con un possibile movimento solo di qualche grado. Forse potevano essere utilizzate come una sorta di artiglio, anche se non ci sono evidenze dirette di questo.
In generale, era molto simile a Phorusrhacos e Devincenzia, specie sudamericane e parenti più vicini. Poco è conosciuto riguardo alla sua struttura fisica, ma sembra che avesse un piede meno largo di Devincenzia, con un dito centrale in proporzione più forte. (Onactornis è attualmente considerato un sinonimo di Devincenzia).

## Distribuzione
I Phorusrhacidae si originarono in Sud America; Titanis è il solo membro conosciuto del gruppo a migrare fuori da questo continente durante il Grande scambio americano. Prove fossili sono state trovate in Florida e Texas.